# Rio Rokel
O rio Rokel é o maior rio da Serra Leoa na África Ocidental.